# Monte-Carlo Rolex Masters 2012
Monte-Carlo Rolex Masters 2012 — тенісний турнір, що проходив на ґрунтових кортах у місті Рокбрюн-Кап-Мартен, Франція з 16 квітня . Належав до категорії ATP World Tour Masters 1000, був турніром серії Мастерс Монте-Карло 2012 року.

## Фінальна частина

### Одиночний розряд
Рафаель Надаль —  Новак Джокович 6–3, 6–1

### Парний розряд
Боб Браян /  Майк Браян —  Максим Мирний /  Деніел Нестор 6–2, 6–3